# Allée couverte de Men-ar-Rumpet
L'allée couverte de Men-ar-Rumpet (ou Men-ar-Romped ou Enez-Yar) est située à Kerbors dans le département français des Côtes-d'Armor.

## Localisation
Le monument est situé au nord du bourg de Kerbors, à une altitude de 16 m, à proximité immédiate de la côte.

## Protection
L'ensemble est classé au titre des monuments historiques en 1957.

## Architecture
L'allée couverte mesure 7,50 m de longueur sur 1,20 m de largeur en moyenne. Elle ouvre au nord-est (azimut 60°). Elle est délimitée par sept orthostates côté nord, cinq côté sud et une dalle de chevet. L'ensemble est recouvert par quatre tables de couverture. Une dalle située dans le talus à l'ouest correspond peut-être à une cinquième table. Toutes les dalles sont en granite de Perros.
A l'intérieur, la séparation entre la chambre et le vestibule est marquée par un bloc accolé à la paroi nord et par une dalle de seuil. La hauteur interne est d'environ 1 m. Le sol de la chambre, mais pas celui du vestibule, était recouvert d'un pavage irrégulier. Ce dallage reposait sur une couche de limon d'environ 0,20 m d'épaisseur recouvrant elle-même une couche d'argile variant entre 3 cm et 10 cm d'épaisseur.

## Fouilles archéologiques
L'allée couverte a été fouillée par Pierre-Roland Giot, Jacques Briard et Jean L'Helgouach en septembre 1956. Elle « a livré une des plus importantes séries campaniformes de l'Ouest de la France » « d'une richesse et d'un intérêt scientifique considérables ». Elle comprend quarante-et-un vases constitués de jattes et de gobelets à fond concave ou plat dont une série de vingt-quatre vases campaniformes dont dix décorés. La pâte de ces poteries est « soit très fine, très homogène, bien cuite, de couleur rouge vif ou brique, lustrée ; ou bien elle est grossière, épaisse, granuleuse, à dégraissant visible et de couleur gris foncé ». De même, le décor est soit fin et régulier mais pas très varié (décor au peigne ou à la cordelette torsadée), soit plus sommaire. Ces vases résultent en grande partie d'une technique locale.
Cinq fusaïoles en terre cuite ont aussi été découvertes. Le matériel lithique se composait d'un brassard d'archer en schiste poli, d'un grattoir et d'un lissoir et de fragments de silex. Un fragment de hache à talon en bronze a aussi été mis au jour.
L'ensemble a été daté du Néolithique avec quelques beaux vases du Chalcolithique qui ont pu servir de modèles.

## Dolmens adjacents
Selon la description donnée par le commandant Martin en 1911, il existait à proximité deux dolmens, l'un d'entre eux du type dolmen à couloir comportant une chambre circulaire qui était couverte en encorbellement. Les vestiges de ce dolmen correspondent probablement aux dalles situées à proximité de l'allée couverte.